# Laurenz Lerch
Laurenz Lerch (* 1994 in Lindenberg im Allgäu) ist ein deutscher Schauspieler und Autor.

## Leben
Laurenz Lerch wuchs im Westallgäu nahe dem Bodensee auf. Im Alter von 14 Jahren nahm er das erste Mal am Jugendfilmpreis Baden-Württemberg teil. Durch seine erfolgreiche Teilnahme wurde er 2010 in das Förderprogramm des Bundesministeriums für Bildung und Forschung „Filmklasse Deutschland“ aufgenommen. Im Rahmen dieses Förderprogramms schrieb und inszenierte er seinen ersten Kurzfilm Tea Time, mit dem er beim Up-and-coming-Festival in Hannover Premiere feierte und anschließend beim Jugendfilmpreis Baden-Württemberg den Preis für die Beste Ensembleleistung erhielt.
Im Jahr 2012 wurde er für seine Darstellung im Film Traumhaft mit dem Jugendfilmpreis für die Beste schauspielerische Leistung ausgezeichnet. 
2013 spielte er an der Seite von Alexandra Schiller in Veikko ihren Bruder Mark, der bereits verstorben ist, aber in ihrer Einbildung weiterlebt und bei Lebensfragen zur Seite steht. Für die Darstellung wurde Lerch wiederum mit dem Baden-Württembergischen Nachwuchsfilmpreis als Bester Schauspieler ausgezeichnet.
2014 gewann er für den Kurzfilm Tabellarischer Lebenslauf den Preis für das Beste Drehbuch, dieser wurde schließlich vom Landesmedienzentrum für Bildung und Forschung als Filmempfehlung im Lehrplan von Baden-Württemberg verankert.
2016 folgte seine erste Fernsehhauptrolle in der Literaturverfilmung Die Freibadclique unter der Regie von Friedemann Fromm. Darin spielte er Hosenmacher, das Nesthäkchen der Freibadclique.
Von 2016 bis 2020 absolvierte Lerch seine Schauspielausbildung an der Hochschule für Musik und Darstellende Kunst Stuttgart.

## Filmografie
- 2016: Der Hafenpastor und das Blaue vom Himmel (Fernsehfilm)
- 2017: Die Freibadclique (Fernsehfilm)
- 2018: Notruf Hafenkante (Fernsehserie, Folge Der Superheld)
- 2019: Heute stirbt hier Kainer (Fernsehfilm)
- 2022: Sam-ein Sachse (Disney+ Serie)
- 2022: Gute Freunde-der Aufstieg des FC Bayern (RTL+ Serie)
- 2023: SOKO Leipzig (Fernsehserie, Folge Das Weihnachtswunder)
- 2023: Leben ist jetzt-Die Real Life Guys (Kinofilm)
- 2024: WaPo Bodensee (Fernsehserie, Folge Ganovenehre)
- 2024: Notruf Hafenkante (Fernsehserie, Folge Kein Zurück)
- 2024: Smalltown Girl (Kinofilm)
- 2025: Kommissar Dupin - Bretonische Sehnsucht (Fernsehfilm)